# Gan Le'ummi HeBesor
Gan Le'ummi HeBesor (hebreiska: גן לאומי הבשור) är en nationalpark i Israel.   Den ligger i distriktet Södra distriktet, i den centrala delen av landet. Gan Le'ummi HeBesor ligger 73 meter över havet.